# Tatiana Capote
Tatiana Capote Abdel (L'Avana, 15 agosto 1962) è un'attrice venezuelana, icona delle telenovele venezuelane ed ex reginetta di bellezza.
È cresciuta a Caracas, Venezuela  ed è stata la candidata ufficiale del Venezuela al concorso di Miss Mondo tenutosi a Londra il 15 novembre 1979.

## Biografia
Tatiana Capote è nata all'Avana il 15 agosto 1962, figlia dell'attore cubano Julio Capote e sua sorella è l'attrice Marita Capote.
Nel 1969 la sua famiglia fugge da Cuba verso Caracas, dove il padre inizia a recitare in alcune telenovele al fianco di attori del calibro di Edmundo Arias, Doris Wells e Hilda Aguirre.
Nel 1971, Tatiana inizia a muovere i suoi primi passi negli studi televisivi, recitando la parte di Elisita nella telenovela Bárbara.
Nel 1973, al fianco della sorella Marita, gira la telenovela Raquel, dove interpreta il ruolo di Ana María.
Nel 1979 partecipa al concorso di Miss Venezuela in rappresentanza della regione di Barinas; lo vincerà Maritza Sayalero, ma questa partecipazione le consente di accedere alla finale di Miss Mondo che si tiene a Londra il 15 novembre 1979. Mentre competeva al concorso, a Capote uscì fuori un seno dal costume da bagno che stava indossando, e un funzionario del concorso le fece aggiustare il costume. A causa di ciò, venne squalificata dal concorso.
Dimenticato l'incidente, torna a Caracas e nel 1980 si impegna a recitare nella telenovela Natalia de 8 a 9 al fianco degli attori Gustavo Rodríguez e Marina Baura, con cui ottiene molto successo per via del suo talento e della sua bellezza, tanto da diventare una sex-simbol del Venezuela.
La sua celebrità aumenta ancor di più nel 1983 quando recita nella telenovela Marisela al fianco dell'attore Franklin Virgüez, con cui diverrà una delle coppie più ammirate della TV venezuelana degli anni ottanta.
La carriera di Tatiana Capote inizia a declinare negli anni novanta, sia a causa del suo carattere, che per colpa della critica.
Nello stesso periodo ha delle delusioni sentimentali. Nel 1983 sposa l'avvocato Mollet Pedro, padre della figlia Taniusha nata nel 1985, dal quale divorzia nel 1988.
Nel 1990 sposa lo speaker radio Valdemaro Martínez, dal quale divorzia nel 1994.
Nel 2000 sposa in gran segreto a Miami l'attore venezuelano famoso negli anni ottanta e novanta José Paniagua, che già conosceva da tanti anni, e poi va in viaggio di nozze a New York.
Vive a Miami col marito e lavora per il network televisivo americano Telemundo, dove compare saltuariamente sullo schermo TV.

## Filmografia
| Spettacolo                                  | Anno | Genere     | Ruolo            | Casa produttrice                 |
| ------------------------------------------- | ---- | ---------- | ---------------- | -------------------------------- |
| Barbara                                     | 1971 | Telenovela | Elisita          | RCTV                             |
| La Doña                                     | 1972 | Telenovela | -                | RCTV                             |
| Natalia de 8 a 9                            | 1980 | Telenovela | -                | RCTV                             |
| Luz Marina                                  | 1981 | Telenovela | Dorada Alegria   | -                                |
| Kapricho S.A.                               | 1982 | Telenovela | -                | -                                |
| Marta (Marta y Javier)                      | 1983 | Telenovela | Julia Martinez   | RCTV                             |
| Cuori nella tempesta (Bienvenida Esperanza) | 1983 | Telenovela | Marina           | RCTV                             |
| Adios Miami                                 | 1984 | Film       | -                | -                                |
| Reten de Catia                              | 1984 | Film       | -                | -                                |
| Marisela                                    | 1984 | Telenovela | Marisela         | Venevisión                       |
| Adriana                                     | 1985 | Telenovela | -                | Venevision                       |
| Rebeca                                      | 1985 | Telenovela | Rebeca           | Venevision                       |
| Maribel                                     | 1989 | Telenovela | Maribel          | Venevision                       |
| La donna proibita (La mujer prohibida)      | 1991 | Telenovela | Yarima           | Venevision & Televisión Española |
| Destino de mujer                            | 1997 | Telenovela | Giselda          | Venevision & Televisión Española |
| Llovizna                                    | 1997 | Telenovela | -                | Venevision                       |
| Cuando Hay Pasion                           | 1999 | Telenovela | Flavia de Malave | Venevision                       |
| La revancha                                 | 2000 | Telenovela | Sandra Castillos | Venevision & Fonovideo           |
| Rebeca                                      | 2003 | Telenovela | Marcela / Amanda | Venevision                       |
| Soñar no cuesta nada                        | 2005 | Telenovela | Matilde          | Venevision                       |
| Mi Vida Eres Tu                             | 2006 | Telenovela | Susana           | Venevision                       |
| El Desprecio                                | 2006 | Telenovela | -                | RCTV                             |
| Si me miran tus ojos                        | 2009 | Telenovela | Amparito         | Venevision & Sony Pictures TV    |
| Sacrificio de Mujer                         | 2011 | Telenovela | Lorena Camargo   | Venevision                       |
| Corazón valiente                            | 2012 | Telenovela | Ofelia Ramirez   | Telemundo                        |